# MV Gullfoss
MV Gullfoss fue un barco de pasajeros y carga islandés que operó entre Islandia, Dinamarca y Escocia entre 1950 y 1972. Reemplazó a otro Gullfoss, ambos llamados así por la muy visitada cascada de Gullfoss.

## Hundimiento

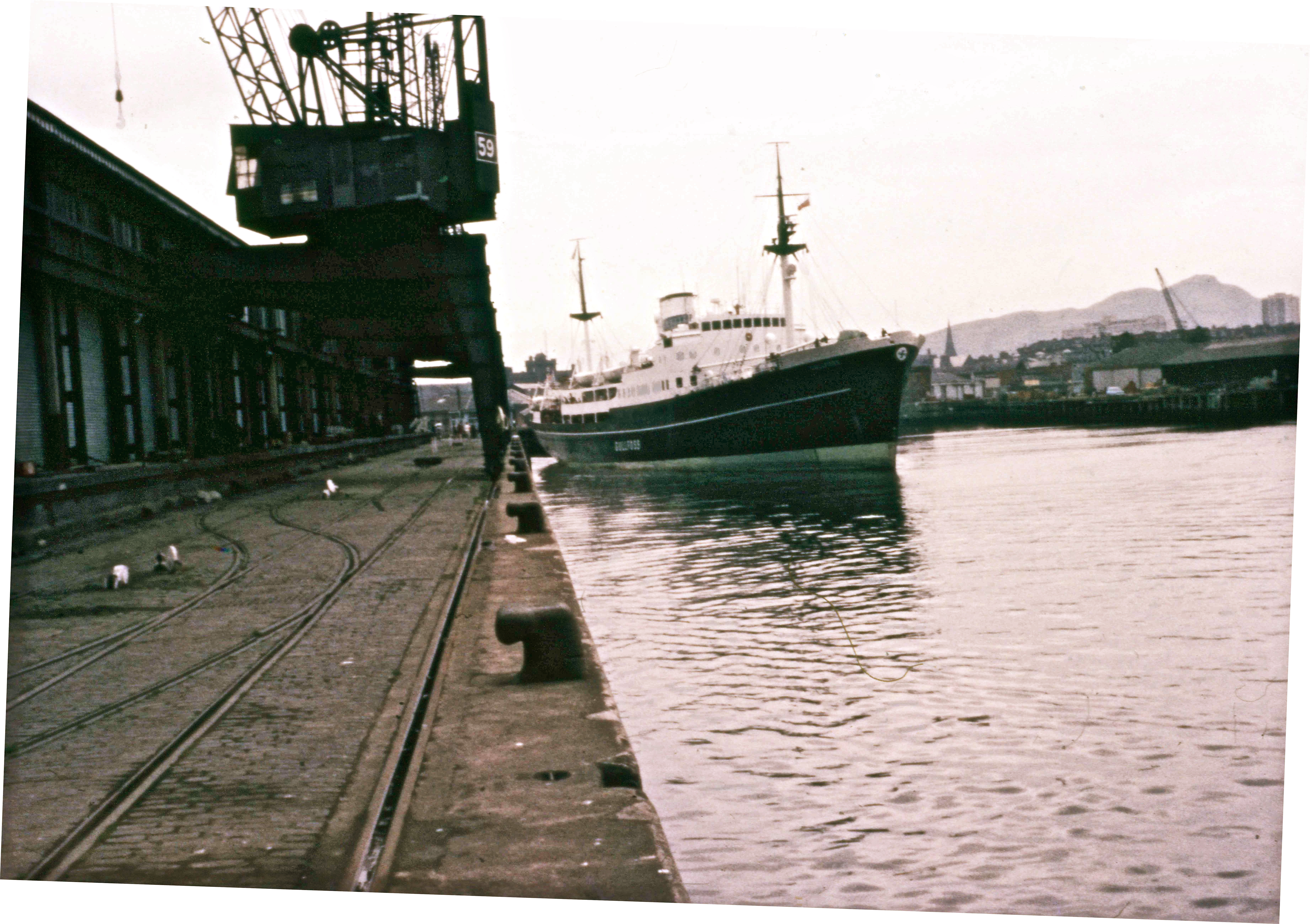
El Gullfoss en 1968

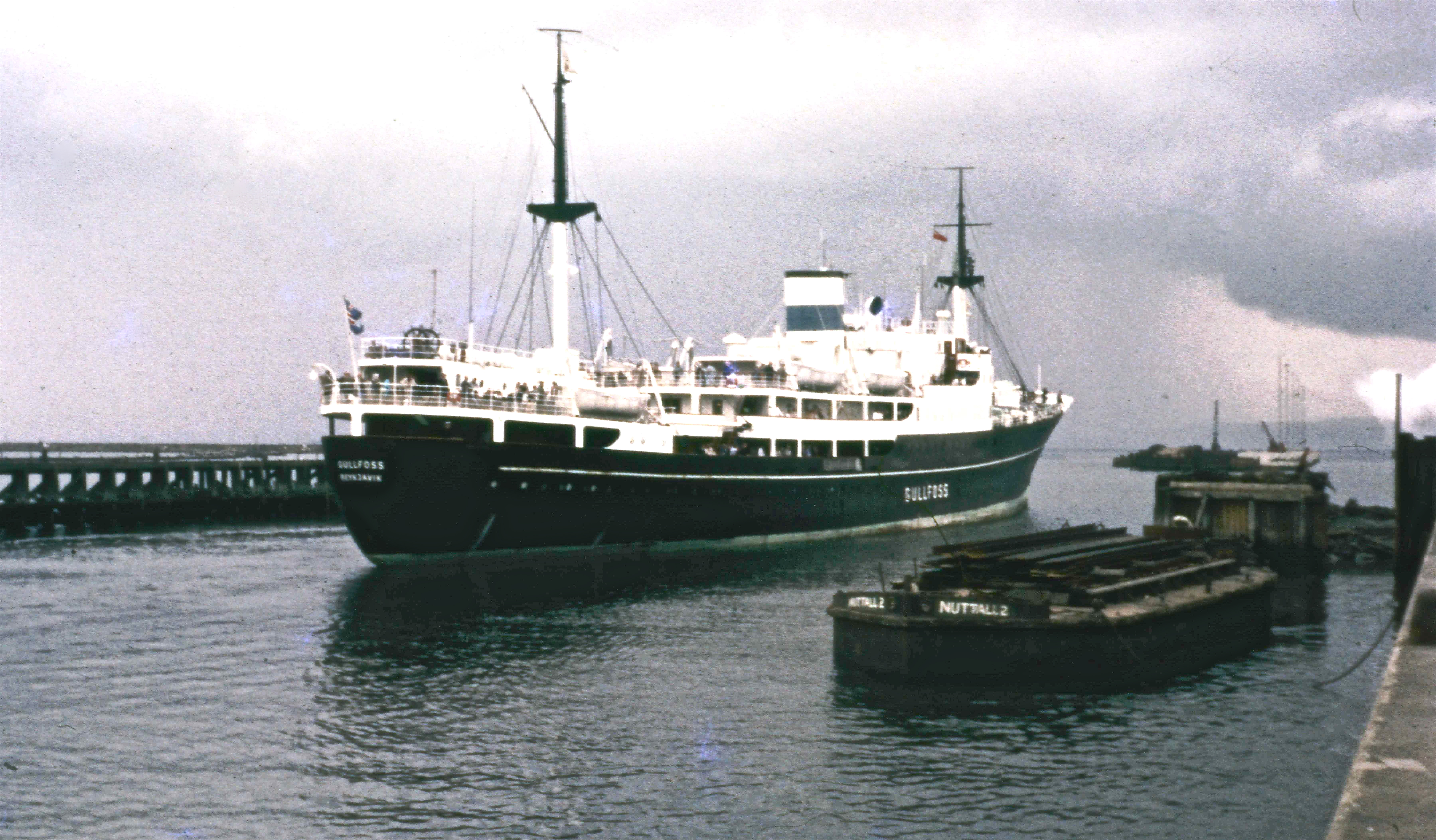
Abandonando el puerto de Leith en 1968

El 15 de noviembre de 1973, el Gullfoss fue vendido a Fouad A. Khayat & Co. (Orri Navigation Lines) de Yeda, Arabia Saudita, y rebautizado como Mecca. Después de la conversión en Hamburgo para transportar a 1.100 peregrinos, llegó a Yeda en enero de 1974. 
El 31 de enero de 1976 fue desplegado en la ruta de 160 millas náuticas (300 km) que abarca Yeda (el puerto de La Meca, a 86 km (53 mi) de distancia), Hodeida, Yemen, y Puerto Sudan, Egipto hasta que se incendió en el Mar Rojo el 19 de diciembre de 1976. Todos a bordo fueron evacuados antes de que el barco se desviara hacia un arrecife, luego se alejara flotando, volcara y se hundiera al día siguiente.